# Wilhelm Latzko
Wilhelm Latzko (* 3. März 1863 in Wien; † 11. Februar 1945 in New York City) war ein österreichischer Gynäkologe.

## Leben
Als Sohn eines Meerschaumdrechslers besuchte Wilhelm Latzko das Akademische Gymnasium Wien. Nach der Matura studierte er an der Universität Wien Medizin. Er wurde 1886 zum Dr. med. promoviert und war Schüler von Eduard Albert, August Breisky und Rudolf Chrobak. 12 Jahre leitete er die Gynäkologische Abteilung des Kaiser-Franz-Joseph-Ambulatoriums. 1902 wurde er Privatdozent und Abteilungsvorstand am Wiedner Spital. Seit 1910 a.o. Professor, übernahm er den Bettinapavillon im Kaiserin-Elisabeth-Spital. 1927 hielt er Vorlesungen an der Medizinischen Fakultät der Universidad de Buenos Aires. Er wurde 1932 supplierender, dann bestellter Anstaltsdirektor des Kaiserin-Elisabeth-Spitals. Nach dem Anschluss Österreichs in den Ruhestand versetzt, emigrierte er nach Buenos Aires (1938/39) und 1939 von dort nach New York. Einen Höhepunkt seiner wissenschaftlichen Tätigkeit sah er in der Herausbildung der Urogynäkologie. Sein Name steht für den extraperitonealen Kaiserschnitt und sein Verfahren zur Behandlung der Blasen-Scheidenfisteln.